# Classe Baltimore
La classe Baltimore est une classe de croiseurs lourds, c'est-à-dire des croiseurs les plus puissants autorisés par les traités de limitation des armements navals de Washington de 1922 et de Londres de 1930. Ils étaient dotés d'une artillerie principale de 203 mm, et d'un déplacement standard de 13 700 tonnes. Leur mise en service par l'United States Navy n'est intervenue qu'à partir de la mi-1943. Ils ont opéré principalement comme escorte des porte-avions rapides, aucun d'eux n'a été perdu, mais la moitié d'entre eux n'a pas participé à la Seconde guerre mondiale mais à la guerre de Corée ou à la guerre du Vietnam. Considérés comme très réussis, ils ont été, pour deux d'entre eux, les premiers croiseurs lance-missiles guidés au monde, et ont contribué pour la Marine des États-Unis, à la transition entre les bâtiments de surface porteurs de canons et les lance-missiles.

## Conception et caractéristiques
Le traité naval de Washington de 1922 avait fixé le calibre maximal de l'artillerie principale des croiseurs à 8 pouces (203 mm) et leur déplacement standard maximal à 10 000 tonnes anglaises de 1 016 kg. La classe Baltimore est en fait l'aboutissement de l'évolution des croiseurs, vingt ans après le traité de Washington, à la lumière de l'expérience acquise en matière d'emploi des croiseurs lourds en deux ans de guerre navale (bataille du Rio de la Plata, bataille du cap Matapan, bataille du détroit de Danemark).

### Contexte
Dans le respect des stipulations du traité de Washington sur le déplacement global des croiseurs, pour chaque état signataire du traité, la Marine impériale japonaise entreprit de construire, de 1922 à 1930, douze croiseurs censés respecter les limitations du traité, mais huit d'entre eux, puissamment armés de cinq tourelles doubles de 203 mm dépassaient le déplacement maximal autorisé. L'US Navy était autorisée à en avoir dix huit, les deux premiers eurent dix canons d'artillerie principale (la classe Pensacola) et les autres trois tourelles triples, ce qui aboutit à des navires assez équilibrés respectant le déplacement maximal autorisé, correctement protégés et dotés d'une vitesse supérieure à 30 nœuds. La Royal Navy construisit treize croiseurs, armés de quatre tourelles doubles (la Classe County) et deux armés de trois tourelles doubles (les HMS Exeter et York), bon marcheurs mais faiblement protégés, disposant ainsi, avec ceux de la classe Hawkins de dix-huit croiseurs également. La France et l'Italie en construisirent sept croiseurs chacune, armés de quatre tourelles doubles, mais donnant pour la plupart d'entre eux priorité à la vitesse sur la protection,.
Le traité naval de Londres de 1930 limita le nombre des croiseurs armés de canons d'un calibre compris entre 155 mm et 203 mm (les “croiseurs lourds”) à ceux construits (ou en construction), mais autorisa de facto celle des croiseurs ayant un calibre inférieur pour leur artillerie principale (les “croiseurs légers”) dès lors que le déplacement était inférieur à 10 000 tonnes. L'empire du Japon entreprit aussitôt la mise sur cale de croiseurs censés respecter le déplacement maximal autorisé, armés de cinq tourelles triples de 155 mm mais dont toutes les autres caractéristiques étaient très proches de celles d'un croiseur lourd (la classe Mogami). Les États-Unis avaient eux aussi entamé des études à l'instigation du Chef des Opérations navales, l'amiral Pratt, pour la construction de croiseurs disposant d'une importante artillerie de 6 pouces (152 mm), respectant ainsi les stipulations du traité de Londres mais ayant des caractéristiques similaires aux croiseurs lourds, en matière de protection, de vitesse et de rayon d'action. Le General Board, qui était convaincu de la supériorité des croiseurs lourds sur les croiseurs légers, ne s'inclina que parce que le canon retenu de 152 mm/47calibres Mark 16 était beaucoup plus puissant que le canon qui équipait alors les croiseurs légers de la classe Omaha, avec une cadence de tir plus de trois fois supérieure à celle des canons de 203 mm. Ce fut la classe Brooklyn dont les premières unités ont été mises sur cale en 1933, et qui ont été admises au service actif avant le début de la Seconde Guerre mondiale en Europe, et auxquels leurs cinq tourelles triples de 152 mm faisaient faire jeu égal avec la classe Mogami. L'US Navy donnant alors la priorité aux grands croiseurs légers, conformément à l'esprit des traités de limitation des armements navals, a mis en chantier la classe Cleveland. A contrario, l'empire du Japon, qui avait décidé de se retirer de ces traités à partir de 1936, a finalement équipé ses croiseurs des classes Mogami et Tone de canons de 203 mm ce qui a abouti à une égalité du nombre des croiseurs lourds entre les deux marines.
Le 18e et dernier croiseur lourd américain autorisé par le traité de Londres de 1930, l'USS Wichita, a été construit, de fin 1935 au début de 1939, avec des caractéristiques très proches des croiseurs de la sous-classe St. Louis, version améliorée de la classe Brooklyn, mais surtout il a été équipé d'un canon d'un nouveau modèle (203 mm/55calibres Mark 15) mis au point vers 1933, plus léger que le canon en service sur les croiseurs du traité de Washington (17,4 tonnes au lieu de 30 t). C'est ce canon équipé d'un nouveau mécanisme de chargement permettant de tirer un obus de perforation super lourd de 152 kg au lieu de 118, qui a armé la nouvelle classe de croiseurs, dont la conception a commencé en septembre 1939. L'objectif était de remédier aux problèmes de stabilité observés sur l'USS Wichita, d'où une coque agrandie, allongée de 19,8 m et plus large de 2,70 m, avec un déplacement de 13 700 tonnes, dès lors que les limitations du traité de Washington ne s'appliquaient plus. Seize unités ont été commandées. La première, mise sur cale le 28 mai 1941, a été lancée quatorze mois plus tard, et baptisée Baltimore.

### Armement

#### Artillerie principale

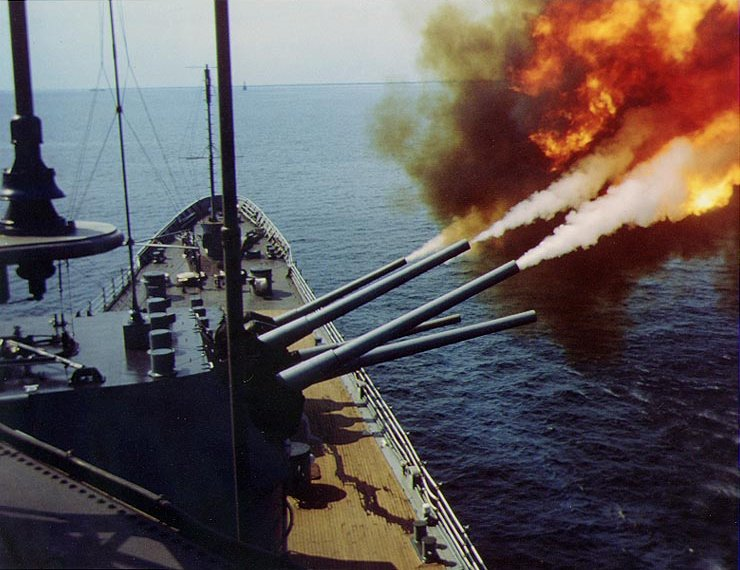
Tir d'artillerie sur l'USS Saint Paul (CA-73) durant la guerre du Viêt Nam. On remarquera que les canons d'une même tourelle ont des élévations différentes

L'artillerie principale de la classe Baltimore reprenait la disposition en trois tourelles triples, deux à l'avant et une à l'arrière, caractéristique des seize derniers croiseurs lourds de la Marine des États-Unis. Le poids du canon (17,4 t)était comparable à celui (18,7 t) du canon de 203 mm 2 GÔ (Mark II) des croiseurs lourds de la Marine impériale japonaise, et un peu inférieur à celui (20,7 t) du canon de 203 mm/60 SK C34 des croiseurs lourds de la Kriegsmarine. L'obus de perforation AP Mk 21 “super lourd” de 152 kg utilisé avec ce canon surclassait l'obus japonais AP Type 91 de 125 kg et l'obus allemand 20,3 cm Psgr L/4,4 de 122 kg. La vitesse initiale de 762 m/s était inférieure à celle des canons japonais (840 m/s) et allemands (925 m/s) et la portée maximale de 27 500 m se trouvait donc inférieure à la portée maximale revendiquée par les Japonais (29 400 m) et les Allemands (30 000 m), mais ce concept de portée maximale était assez théorique, car aux temps antérieurs à l'usage des radars de direction de tir, elle supposait des conditions de visibilité assez exceptionnelles au combat.
La capacité de pénétration de l'obus américain était assez sensiblement supérieure à celle des obus de même calibre des croiseurs existants dans l'US Navy ou les marines ennemies.
| Classe             | Pénétration d'un blindage vertical                        | Pénétration d'un blindage horizontal       |
| ------------------ | --------------------------------------------------------- | ------------------------------------------ |
| Classe Baltimore   | 250 mm à 10 000 m, 152 mm à 19 000 m et 100 mm à 26 000 m | 50 mm à 17 000 m jusqu'à 100 mm à 25 000 m |
| Classe New Orléans | 250 mm à 8 250 m et 100 mm à 21 500 m                     | 50 mm à 13 000 m et 75 mm à 24 000 m       |
| Classe Takao       | 190 mm à 10 000 m, 120 mm à 18 000 m, et 75 mm à 29 400 m |                                            |
| Classe Prinz Eugen | 240 mm à 9 400 m et 100 mm à 20 000 m                     | 50 mm à 9 500 m                            |

L'artillerie principale de la classe Baltimore se caractérisait aussi par une installation des canons sur des berceaux indépendants au sein de chaque tourelle, ce qui était déjà le cas sur l'USS Wichita. L'élévation maximale des canons était de 41°, la vitesse de rotation des tourelles de 5,3°/s, et d'élévation des pièces de 10,6°/s. L'entraxe des canons accru (1,75 m au lieu de 1,17 m) réduisait sensiblement la dispersion des obus lors des tirs en salves.
Les trois tourelles des Baltimore avaient un poids total de quelque 923 t, contre 850 t pour les cinq tourelles des croiseurs japonais et 1 022 t pour les quatre tourelles du Prinz Eugen.
La cadence de tir était de 4 coups par minute, un peu mieux que pour la classe Takao (3 à 4 coups par minute) et un peu moins que pour le Prinz Eugen (4 à 5 coups par minute)
Mais ce qui a fait la supériorité de la classe Baltimore ne tenait pas tant aux caractéristiques de ses canons qu'à la supériorité du radar de veille surface SG, d'une portée de 28 à 41 km selon la taille des buts marins et dont l'efficacité avait été démontrée par l'USS Washington devant Guadalcanal en novembre 1942, et à la supériorité du système de contrôle de tir Mark 34 GFCS couplé au radar Mark 8.

#### Artillerie secondaire et anti-aérienne
L'artillerie secondaire de la classe Baltimore était exactement la même que celle de la classe Cleveland, douze canons de 127 mm/38 calibres Mk 12 en six tourelles doubles, disposées deux dans l'axe, à l'avant et à l'arrière entre les tourelles d'artillerie principale et la superstructure, et deux de chaque bord. L'artillerie anti-aérienne à courte distance comportait 48 pièces de 40 mm Bofors, en affûts quadruples (cinq de chaque bord et un sur la plage avant), un douzième entre les grues sur la plage arrière ou deux affûts doubles autour de la grue s'il n'y en avait qu'une, et 22, 24 ou 28 affûts simples de 20 mm Oerlikon. Là encore, on doit signaler la performance du radar SK de veille aérienne, qui repérait à 190 km un bombardier à moyenne altitude et l'excellence du système de conduite de tir Mark 37 GFCS, couplé avec le radar Mark 4. Mais dès 1944-45, cette artillerie anti-aérienne était jugée d'un calibre insuffisant pour arrêter des attaques-suicides d'avions de plus en plus lourds, ce qui va conduire à la mise au point d'un canon anti-aérien automatique de 3 pouces (76,2 mm)/50 calibres qui ne sera mis en service qu'en 1948

#### Installations d'aviation

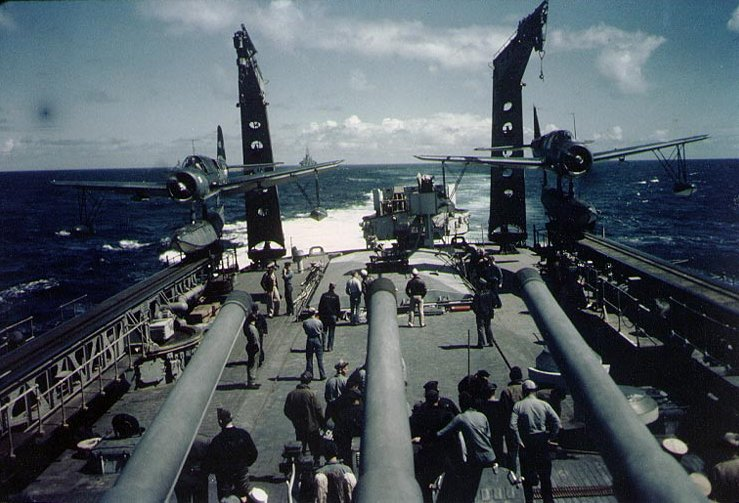
Deux OS2U Kingfishers à bord de l'USS Quincy en août 1944.

Deux catapultes, deux grues sur les premières unités, une grue pour les suivantes, étaient installées sur la plage arrière. Les avions se trouvant dans un hangar sous le pont, un ascenseur les amenait à la hauteur voulue, où la grue les mettait en place sur les catapultes. Ces avions, des hydravions OS2U Kingfishers, puis ultérieurement des Curtiss SC-1 Seahawks avaient pour missions la reconnaissance, la lutte anti-sous marine et la récupération des aviateurs tombés en mer, mais l'importance croissante de l'aéronautique navale rendait ces matériels moins nécessaires.

### Coque, protection, propulsion
On l'a vu, par bien des aspects, les croiseurs de la classe Baltimore se situaient dans le prolongement des croiseurs lourds, tels que définis par les stipulations du traité naval de Washington, sauf en ce qui concerne le déplacement standard, que le traité fixait à 10 000 tonnes anglaises de 1 016 kg, dès lors qu'avec le déclenchement du conflit mondial, ces stipulations étaient caduques. On observera qu'en réalité, l'empire du Japon et le Troisième Reich allemand avaient secrètement enfreint cette limite. Le déplacement standard de 13 600-13 700 tonnes indiqué pour la classe Baltimore est donc, sans surprise, à peine supérieur à celui indiqué pour les classes Myōkō (13 380 tonnes) et Takao (13 160 tonnes) et à peine inférieur à celui du Prinz Eugen (14 800 tonnes).
Les dimensions de coque de la classe Baltimore étaient de 205,26 m de longueur hors tout (202,4 m pour la longueur à la ligne de flottaison), un maître bau de 21,59 m et 7,32 m de tirant d'eau, de sorte que le rapport longueur/largeur, déterminant pour la vitesse, était de 9,35, supérieur à celui de la classe Cleveland (9,02).
La différence de déplacement entre les deux classes a été principalement le résultat d'une construction plus robuste, mais elle a permis de consacrer quelque 320 tonnes à l'augmentation de l'épaisseur du blindage, avec 152 mm au lieu de 127 mm pour la ceinture blindée et les cloisons à hauteur des machines, sur les barbettes et les tourelles de l'artillerie principale, avec 203 mm au lieu de 152 mm sur la face. Cette protection était supérieure à celle de la classe Takao dont la ceinture blindée n'atteignait 127 mm d'épaisseur qu'à hauteur des magasins de munitions  et à celle du Prinz Eugen dont la ceinture blindée n'avait que 80 mm d'épaisseur.
La propulsion reprenait le principe de celle des classes précédentes, avec quatre chaudières Babcock & Wilcox alimentant des turbines General Electric, qui entrainaient quatre hélices. La puissance développée était de 120 000 ch, assurant une vitesse maximale de 33 nœuds qui permettait aux croiseurs d'opérer avec les porte-avions rapides. Les croiseurs japonais affichaient une vitesse maximale plus élevée de 35,5 nœuds, qui nécessitait, malgré un rapport longueur/largeur plus élevé, une puissance installée de 135 000 ch. Quant au Prinz Eugen qui avait une vitesse maximale presque identique de 32,20 nœuds, avec une puissance installée de 132 000 ch, son système de propulsion à ultra haute pression (71 kg/cm2) a connu des problèmes en opération.

## Les croiseurs de la classe Baltimore
À noter: les trois navire de la classe Oregon City ne figurent pas dans le tableau ci-après.
| Navire                    | Coque n° | Chantier                                               | Quille posée | Lancement | Armement Réarmement | Désarmement | Sort final                                                                |
| ------------------------- | -------- | ------------------------------------------------------ | ------------ | --------- | ------------------- | ----------- | ------------------------------------------------------------------------- |
| Baltimore                 | CA-68    | Bethlehem Steel Corporation, Fore River Shipyard       | 26/5/41      | 28/7/42   | 15/4/43             | 8/7/46      | Radié le 15 février 1971; démoli à Portland (Oregon) en 1972              |
| Baltimore                 | CA-68    | Bethlehem Steel Corporation, Fore River Shipyard       | 26/5/41      | 28/7/42   | 28/11/51            | 31/5/56     | Radié le 15 février 1971; démoli à Portland (Oregon) en 1972              |
| Boston                    | CA-69    | Bethlehem Steel Corporation, Fore River Shipyard       | 30/6/41      | 26/8/42   | 30/6/43             | 29/10/46    | Radié le 4 juin 1974; Vendu pour la ferraille le 28 mars 1975             |
| Boston                    | CAG-1    | Bethlehem Steel Corporation, Fore River Shipyard       | 30/6/41      | 26/8/42   | 1/11/55             | 5/5/70      | Radié le 4 juin 1974; Vendu pour la ferraille le 28 mars 1975             |
| Canberra (ex-Pittsburgh)  | CA-70    | Bethlehem Steel Corporation, Fore River Shipyard       | 3/9/41       | 19/4/43   | 14/10/43            | 7/3/47      | Radié 31 juillet 1978; Vendu pour la ferraille le 31 juillet 1980         |
| Canberra (ex-Pittsburgh)  | CAG-2    | Bethlehem Steel Corporation, Fore River Shipyard       | 3/9/41       | 19/4/43   | 15/6/56             | 2/2/70      | Radié 31 juillet 1978; Vendu pour la ferraille le 31 juillet 1980         |
| Quincy (ex-St. Paul)      | CA-71    | Bethlehem Steel Corporation, Fore River Shipyard       | 9/10/41      | 23/6/43   | 15/12/43            | 19/10/46    | Radié le 1er octobre 1973; démoli à Portland (Oregon) en 1974             |
| Quincy (ex-St. Paul)      | CA-71    | Bethlehem Steel Corporation, Fore River Shipyard       | 9/10/41      | 23/6/43   | 31/1/52             | 2/7/54      | Radié le 1er octobre 1973; démoli à Portland (Oregon) en 1974             |
| Pittsburgh (ex-Albany)    | CA-72    | Bethlehem Steel Corporation, Fore River Shipyard       | 3/2/43       | 22/2/44   | 10/10/44            | 7/3/47      | Radié le 1er juillet 1973; démoli à Portland (Oregon) en 1974             |
| Pittsburgh (ex-Albany)    | CA-72    | Bethlehem Steel Corporation, Fore River Shipyard       | 3/2/43       | 22/2/44   | 25/9/51             | 28/8/56     | Radié le 1er juillet 1973; démoli à Portland (Oregon) en 1974             |
| Saint Paul (ex-Rochester) | CA-73    | Bethlehem Steel Corporation, Fore River Shipyard       | 3/2/43       | 16/9/44   | 17/2/45             | 30/4/71     | Radié le 31 juillet 1978; détruit à Terminal Island (Californie) en 1980  |
| Columbus                  | CA-74    | Bethlehem Steel Corporation, Fore River Shipyard       | 28/6/43      | 30/11/44  | 8/6/45              | 8/5/59      | Radié le 9 juillet 1976; Vendu pour la ferraille le 3 octobre 1977        |
| Columbus                  | CG-12    | Bethlehem Steel Corporation, Fore River Shipyard       | 28/6/43      | 30/11/44  | 1/12/62             | 31/1/75     | Radié le 9 juillet 1976; Vendu pour la ferraille le 3 octobre 1977        |
| Helena (ex-Des Moines)    | CA-75    | Bethlehem Steel Corporation, Fore River Shipyard       | 9/9/43       | 28/4/45   | 4/9/45              | 29/6/63     | Radié le 1er janvier 1974; démoli à Richmond (Californie) en 1975         |
| Bremerton                 | CA-130   | New York Shipbuilding Corporation, Camden (New Jersey) | 1er/2/43     | 2/7/44    | 29/4/45             | 9/4/48      | Radié le 1er octobre 1973; démoli à Portland (Oregon) en 1974             |
| Bremerton                 | CA-130   | New York Shipbuilding Corporation, Camden (New Jersey) | 1er/2/43     | 2/7/44    | 23/11/51            | 29/7/60     | Radié le 1er octobre 1973; démoli à Portland (Oregon) en 1974             |
| Fall River                | CA-131   | New York Shipbuilding Corporation, Camden (New Jersey) | 12/4/43      | 13/8/44   | 1/7/45              | 31/10/47    | Radié le 19 février 1971; démoli à Portland (Oregon) en 1972              |
| Macon                     | CA-132   | New York Shipbuilding Corporation, Camden (New Jersey) | 14/6/43      | 15/10/44  | 26/8/45             | 12/4/50     | Radié le 1er novembre 1969; démoli à Port Newark (New Jersey) en 1973     |
| Macon                     | CA-132   | New York Shipbuilding Corporation, Camden (New Jersey) | 14/6/43      | 15/10/44  | 16/10/50            | 10/3/61     | Radié le 1er novembre 1969; démoli à Port Newark (New Jersey) en 1973     |
| Toledo                    | CA-133   | New York Shipbuilding Corporation, Camden (New Jersey) | 13/9/43      | 6/5/45    | 27/10/46            | 21/5/60     | Radié le 1er janvier 1974; démoli à Terminal Island (Californie), en 1974 |
| Los Angeles               | CA-135   | Arsenal de Philadelphie                                | 28/7/43      | 20/8/44   | 22/7/45             | 9/4/48      | Radié le 1er janvier 1974; démoli à San Pedro (Californie) en 1975        |
| Los Angeles               | CA-135   | Arsenal de Philadelphie                                | 28/7/43      | 20/8/44   | 27/1/51             | 15/11/63    | Radié le 1er janvier 1974; démoli à San Pedro (Californie) en 1975        |
| Chicago                   | CA-136   | Arsenal de Philadelphie                                | 28/7/43      | 20/8/44   | 10/1/45             | 6/6/47      | Radié le 31 janvier 1984; Vendu pour la ferraille le 19 décembre 1991     |
| Chicago                   | CG-12    | Arsenal de Philadelphie                                | 28/7/43      | 20/8/44   | 2/5/64              | 1/3/80      | Radié le 31 janvier 1984; Vendu pour la ferraille le 19 décembre 1991     |

Deux commandes, passées en 1942, pour les coques no 137 et 138, qui devaient recevoir les noms de Norfolk et Scranton ont donné lieu à des mises sur cale le 27 décembre 1944, à l'arsenal de Philadelphie. Elles ont été annulées le 12 août 1945, et les coques démantelées sur site.

## Dérivés et successeurs

### La classe Alaska
Au début de la Seconde guerre mondiale, avant l'entrée en guerre des États-Unis, sur la foi de renseignements selon lesquels le Japon envisageait la construction de navires constituant une amélioration des navires allemands de la classe Deutschland, six « grands croiseurs » ont été commandés, les trois premiers mis sur cale puis lancés entre 1941 et 1943. Les commandes des trois derniers ont été annulées en juin 1943.
Les deux premiers USS Alaska (CB-1) et Guam (CB-2) ont été armés en 1944. Il s'agissait de bâtiments déplaçant 29 000 tonnes portant une batterie de 9 canons de 305 mm en trois tourelles triples, dont le calibre se situait donc dans le bas de la fourchette  pour affronter des navires armés de canons de 280 mm. Pour la Défense Contre Avions, les six tourelles doubles de 127 mm/38 calibres, les 56 pièces de 40 mm Bofors en 14 affûts quadruples, et les 34 affûts simples de 20 mm Oerlikon correspondaient bien , en nombre de pièces, aux enseignements des premières années de la guerre aéronavale, mais le nombre des postes de conduite de tir ne donnait pas à cette puissance de feu une efficacité supérieure à la DCA des croiseurs de la classe Baltimore. La position des installations d'aviation au centre du navire était controversée.
La protection était leur point faible, aussi bien pour la protection sous-marine (le compartimentage) que pour le blindage qui représentait 16% de leur déplacement, contre 36% sur le Dunkerque. L'épaisseur de 203 mm de leur ceinture cuirassée, très inférieure à celle de la classe Scharnhorst (330 mm), était égale à celle du Hiei, qui avait montré son insuffisance devant Guadalcanal. La puissance de leurs machines (150 000 ch) assurait une vitesse maximale de 33 nœuds leur permettant d'opérer avec les porte-avions rapides, mais leur manœuvrabilité laissait à désirer.
Bref, malgré l'élégance de leur silhouette et la faveur dont ils bénéficiaient de la part de l'amiral King, ces navires n'ont pas été considérés comme une réussite : ils ont été désarmés dès 1947, et le troisième de la classe est resté à 85% d'achèvement, malgré plusieurs projets de reconversion, jusqu'à son démantèlement au début des années 1960.

### La classe Oregon City
Sur le modèle de ce qu'a été la classe Fargo par rapport à la classe Cleveland, huit croiseurs ont été commandés à la Bethlehem Steel, avec les mêmes caractéristiques d'armement principal, d'artillerie secondaire et anti-aérienne (en type et nombre de pièces), de coque et de propulsion que la classe Baltimore. La différence portait principalement sur une superstructure pyramidale plus compacte, avec une seule cheminée, pour améliorer les arcs de tir des canons anti-aériens. Seules trois unités, USS Oregon City (CA-122), USS Albany (CA-123), et USS Rochester (CA-124), lancées avant la fin de la guerre ont été achevées, en 1946. La quatrième unité, l'USS Northampton, a eu sa construction arrêtée de 1945 à 1948, et a été achevée dans les années 1950 comme croiseur de commandement. Les autres commandes ont été annulées en août 1945, la dernière avant même que sa coque ait été mise sur cale.

### Les porte-avions légersUSSSaipanetUSSWright
Sur le modèle de ce qu'a été la classe Independence par rapport à la classe Cleveland, deux porte-avions légers ont été construits par la New York S. B. Corp., sans qu'il s'agisse de conversions, mais à partir d'une coque (élargie de 1,8 m) et des machines de croiseur de la classe Baltimore. Ils ont été lancés en 1945 et achevés en 1946-1947. D'un déplacement de 14 500 tonnes, avec une vitesse maximale de 33 nœuds, ils pouvaient emporter 50 avions. L'artillerie anti-aérienne a comporté quarante Bofors de 40 mm (5 affûts quadruples et 10 affûts doubles) et trente-deux affûts simples de 20 mm Oerlikon. Moins étriqués que la classe Independence mais, comme sur ces porte-avions, ils ne pouvaient accueillir qu'un nombre restreint de types d'avions.

### La classe Des Moines
Les croiseurs de la classe suivante furent les derniers de l'US Navy dont l'armement principal était constitué d'une artillerie prévue pour le combat de surface, avec neuf canons de 203 mm/55 RF Mark 16 à tir rapide (10 coups par minute). Ce furent ainsi les plus puissants au monde. Ils portaient toujours l'artillerie secondaire de douze pièces de 127 mm/38 calibres, en six tourelles doubles, mais leur artillerie anti-aérienne mettait en œuvre vingt-quatre pièces d'un nouveau canon de 76 mm/50 calibres, en douze affûts doubles. Leur blindage était renforcé avec une ceinture atteignant 203 mm au centre du navire mais également étendue pour inclure la base des tourelles. Leurs équipements de conduite de tir étaient multipliés (il n'y avait plus de dispositifs de conduite de tir optiques). Ils n'avaient plus d'installations d'aviation. Mais leur déplacement atteignait 17 000 tonnes (21 500 tonnes en pleine charge), pour pouvoir loger les dispositifs d'approvisionnement et de charge automatiques, soit un déplacement et un effectif double de celui des croiseurs standard britanniques de l'époque, sans avoir la versatilité d'emploi des porte-avions, au-delà de la puissance de frappe, en matière de reconnaissance tactique aérienne ou de détection et de lutte anti-sous marine.
Douze unités ont été commandées, quatre ont été annulées en mars 1945, une en juin 1945, quatre en août 1945, l'USS Des Moines (CA-134) a été lancé en septembre 1946, l'USS Salem (CA-139) et l'USS Newport News (CA-148) en mars 1947 et ont été armés en novembre 1948, et mars 1949,.
Leur carrière n'a pas été longue, les deux premières unités ont été désarmées respectivement en 1961 et 1959, et la dernière en 1975.

## Service

### Pendant la Seconde guerre mondiale
Les nouveaux croiseurs lourds américains dont tout conduisait à penser qu'ils auraient fait bonne figure face à leurs homologues adverses, n'ont jamais livré de combat de surface, le seul combat de ce type livré, de leur temps, à des croiseurs japonais au large de Samar, n'ayant placé face à ceux-ci que des bâtiments légers. L'USS Baltimore et ses sister-ships n'ont donc participé qu'à des bombardements préparatoires ou consécutifs à des débarquements, et principalement à l'escorte anti-aérienne des porte-avions rapides.

#### En 1943-44, des îles Gilbert aux Philippines, et de Normandie en Provence

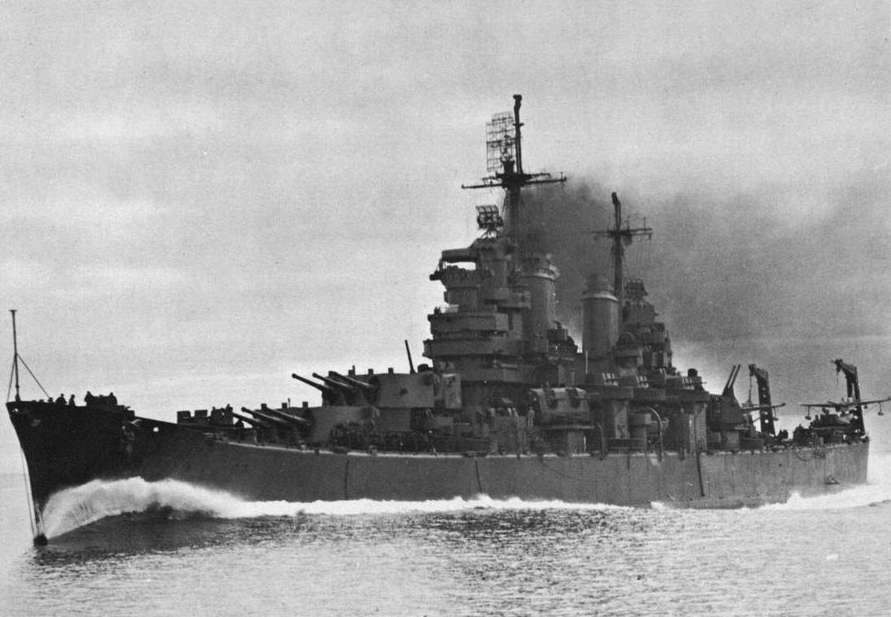
L'USS Boston à la mer en 1943

Premier croiseur de la classe à être mis sur cale en 1941, l'USS Baltimore a, en avril 1943, été armé pour essais, qu'il a effectués dans l'Atlantique. Il franchit le canal de Panama à la fin septembre et est arrivé à Pearl Harbor, à la fin octobre. En novembre, il appuie le débarquement sur les îles Makin, dans l'archipel des îles Gilbert, dans le Groupe d'Appui Feu de la Task Force 52 (Force d'Attaque Nord).
Quand la Task Force 58 est constituée en janvier 1944, et que le vice-amiral Mitscher en a pris la tête, l'USS Baltimore et l'USS Boston arrivé dans le Pacifique en décembre, ont au sein du Task Group 58.4 pris part à l'attaque de Wotje, et au débarquement sur Kwajalein dans les îles Marshall (opération Flintlock), puis, au sein du TG 58.2, l'USS Baltimore a pris part au bombardement de Truk (opération Hailstone), l'USS Boston participant à l'occupation d'Eniwetok. Avec l'USS Canberra arrivé dans le Pacifique en février, les trois croiseurs ont participé, en mars à l'attaque des Palaos (opération Desecrate I), puis ils ont appuyé en avril l'avancée des troupes du général MacArthur le long de la côte nord-ouest de la Nouvelle-Guinée, prenant part notamment au bombardement de Satawan,. En mai, ils ont participé au raid sur Marcus et Wake.

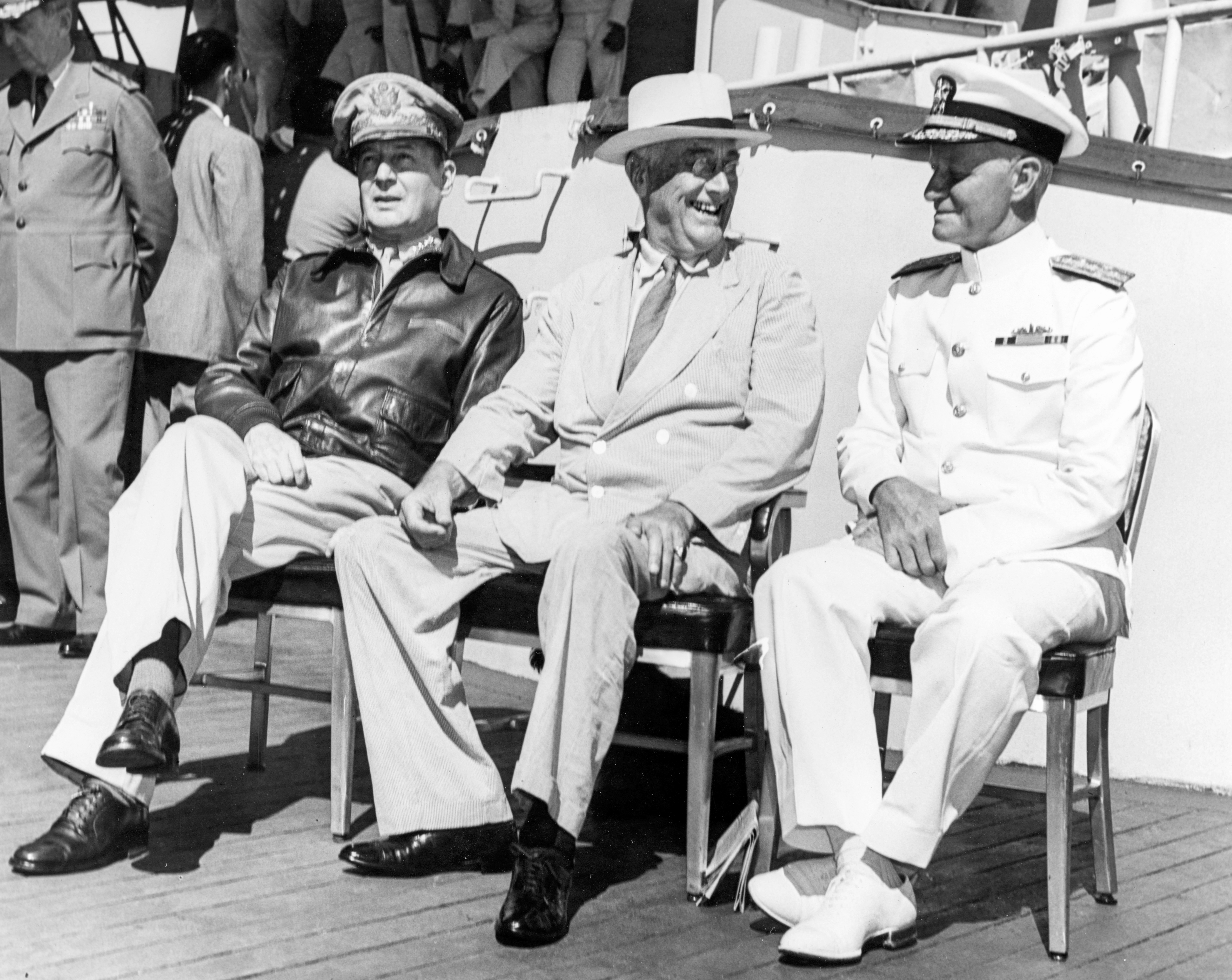
Le Président Roosevelt, entre le général MacArthur et l'amiral Nimitz, sur l'USS Baltimore, le 28 juillet 1944.

En juin, les trois croiseurs ont fait partie du TG 58.1, et pris part aux opérations de bombardement préparatoire au débarquement sur les Îles Marianne (opération Forager), notamment au bombardement des îles Bonin (Iwo Jima et Chichi Jima) puis à la bataille de la mer des Philippines, à la couverture des débarquements sur Saipan, et Guam, à l'appui des troupes au sol, et aux bombardements répétés sur les îles Bonin en fin juin et début juillet. À la fin juillet, le Président des États-Unis Franklin D. Roosevelt a débarqué de l'USS Baltimore pour rencontrer à Hawaï le général MacArthur et l'amiral Nimitz, et fixer les objectifs des opérations américaines à l'automne 1944.

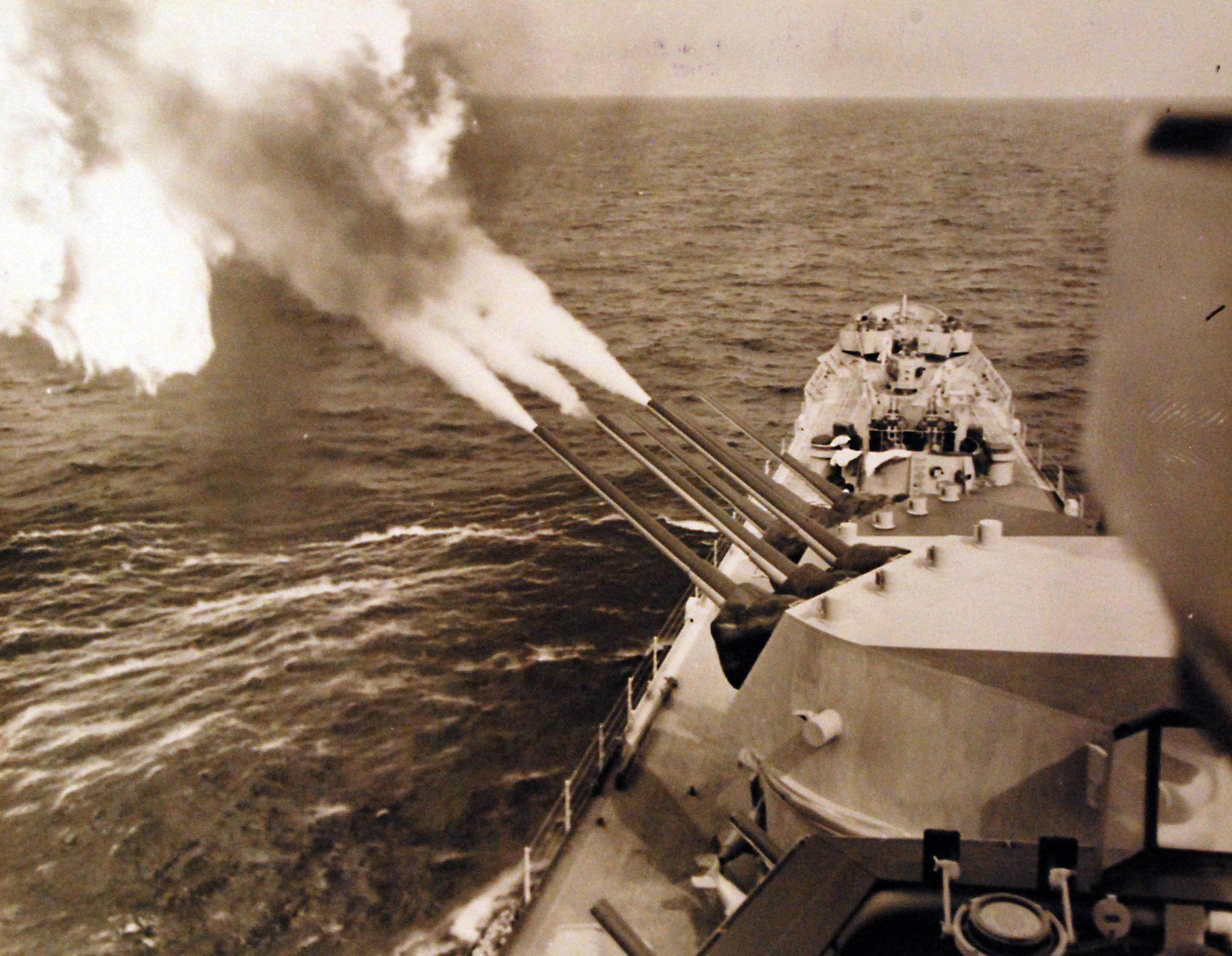
L'USS Quincy fait feu de sa tourelle II au débarquement de Provence en août 1944

Le quatrième croiseur construit, l'USS Quincy faisait administrativement partie, avec ses trois sister-ships, de la 10e Division de Croiseurs (CruDiv10) mais n'a pas été en opération avec eux, étant engagé dans l'Atlantique. Après ses essais, il est arrivé à la mi-mai, à Belfast où le général Eisenhower, Commandant Suprême des Forces Expéditionnaires Alliées, l'a inspecté le 19. Lors du débarquement de Normandie, le 6 juin, au sein du Groupe de Bombardement de la Task Force Ouest, l'USS Quincy a engagé des batteries allemandes dans le secteur d'Utah Beach. Le 10 juin, son tir de barrage a enrayé une contre-attaque de blindés allemands. Le 14 juin, il a été manqué par deux bombes planantes radio guidées. Le 25 juin, il a participé au bombardement des défenses de Cherbourg.
Passé en Méditerranée au début juillet, il a participé, le 15 août, au débarquement en Provence, croisant entre la presqu'île de Giens et les îles d'Hyères, puis au sein du Task Group d'Appui Centre, aux ordres du contre-amiral Chandler, il a participé au bombardement de la batterie côtière du Cap Cépet, dans la presqu'île de Saint-Mandrier.
À la fin août, dans le Pacifique, la Task Force des Porte-avions rapides a été désignée comme la TF 38 après que l'amiral Halsey a succédé à l'amiral Spruance comme commandant des forces navales du Pacifique occidental, rebaptisées IIIe Flotte. Les USS Boston et Canberra, dans le TG 38.1 commandé par le vice-amiral McCain, ont appuyé, à la mi-septembre, les débarquements dans les Palaos occidentales (opération Stalemate) et à Morotai.

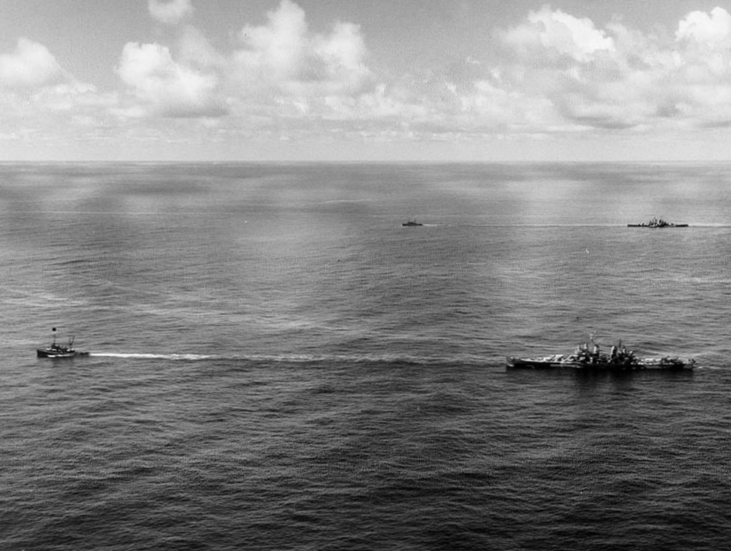
Les USS Canberra et Houston en remorque le 18 octobre après avoir été torpillés

Dans le cadre de la préparation de l'attaque des Philippines, les porte-avions rapides ont effectué, au début octobre, des bombardements préparatoires sur les aérodromes japonais de Luçon, d'Okinawa, de Formose, et des Visayas. Les combats avec l'aviation japonaise ont été très violents. Le 13 octobre, à 90 nautiques de Formose, l'USS Canberra a été touché par une torpille aérienne sous la ceinture blindée, dans les machines, ce qui lui a fait embarquer 4 500 tonnes d'eau, et l'a immobilisé. L'USS Wichita l'a pris en remorque. Le 14, l'USS Houston, également torpillé et immobilisé, a d'abord été pris en remorque par l'USS Boston. Dans le but d'aller achever « les restes avariés de la IIIe Flotte », le haut commandement de la Marine impériale japonaise a fait sortir de la Mer Intérieure, le soir même, une force constituée de deux croiseurs lourds, un croiseur léger et de destroyers. Le 15, un TG 30.3 aux ordres du contre-amiral DuBose a été constitué pour escorter ce qui était désigné communément comme la 1re Division d'Éclopés (Cripple Division 1), l'amiral Halsey rêvant d'une “bataille de l'Appât Hydrodynamique” avec les navires japonais attirés à la mer. Mais leurs reconnaissances aériennes ayant repéré les porte-avions américains, les Japonais se sont résolus à se limiter à des attaques aériennes. Le 16, ce furent 75 avions qui ont attaqué et réussi à torpiller l'USS Houston une seconde fois, mais au prix d'une quarantaine d'avions abattus. Pris en charge par deux remorqueurs, les deux croiseurs ont finalement atteint Ulithi le 27 octobre, puis Manus, avant de poursuivre vers les États-Unis,.
Envoyé le 23 octobre avec le TG 38.1 se réapprovisionner à Ulithi, l'USS Boston n'a pas pris une part active à la bataille du golfe de Leyte mais, avec l'USS Baltimore revenu en novembre des États-Unis, il a escorté  les porte-avions rapides de la TF 38, dont le vice-amiral McCain avait reçu le commandement, pour aller bombarder Luçon en décembre, soutenir le débarquement du golfe de Lingayen, au début janvier 1945, et mener un raid en mer de Chine méridionale, de Formose aux côtes d'Indochine et retour, du 10 à la fin janvier,.

#### En 1945, des Philippines au Japon, par Iwo Jima et Okinawa

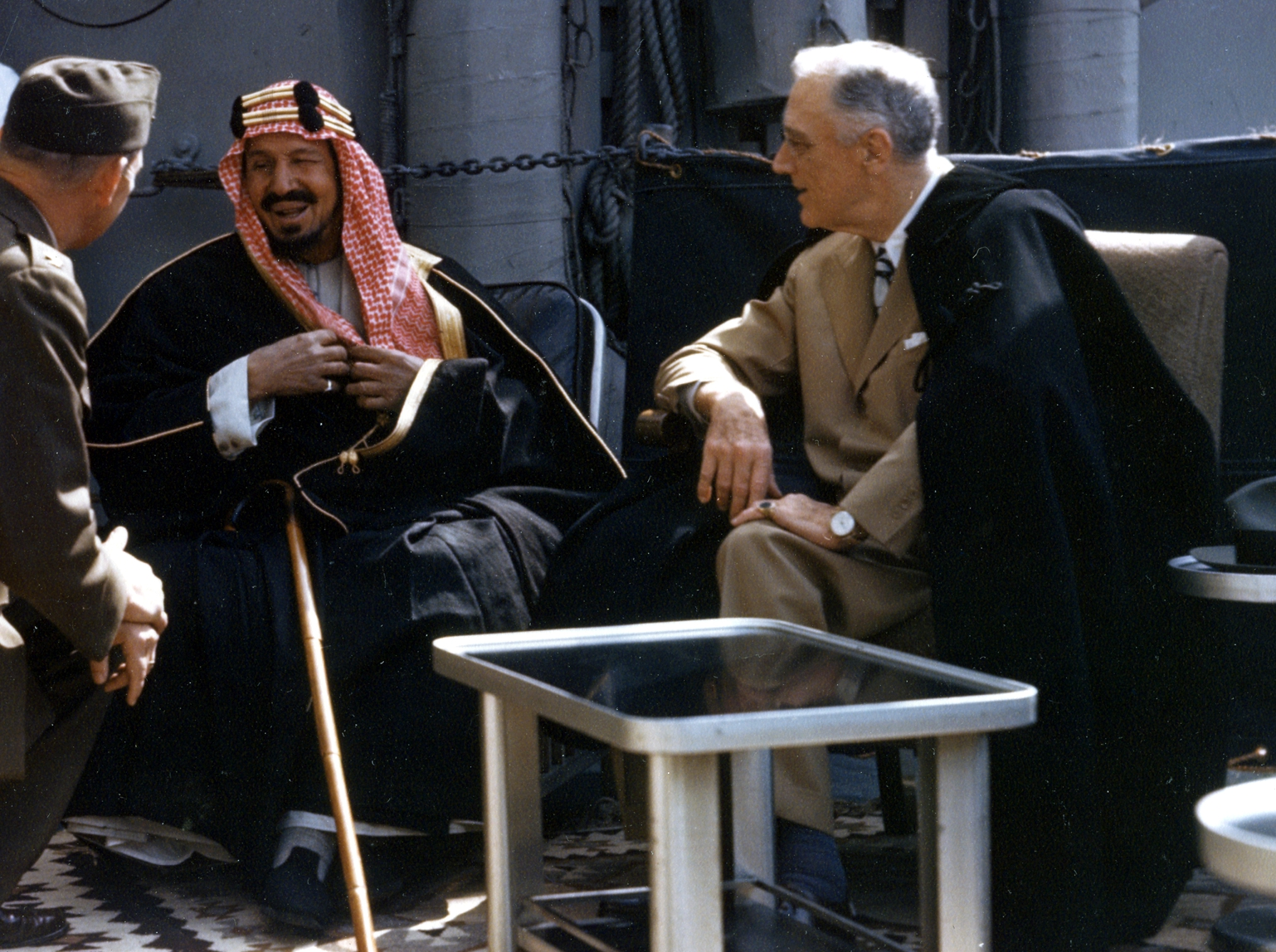
Franklin D. Roosevelt avec le Roi Ibn Saud à bord de l'USS Quincy le 14 février 1945.

Fin janvier, le Président Roosevelt a embarqué sur l'USS Quincy pour aller des États-Unis à Malte d'où il a rejoint Yalta par avion. Au cours du voyage de retour, le Président Roosevelt a rencontré, dans le Grand Lac Amer, le roi d'Egypte Farouk, l'empereur d'Ethyopie Haïle Selassie et le roi d'Arabie Ibn Saoud avec lequel a été conclu “le Pacte du Quincy” fondateur de l'alliance américano-saoudienne, toujours en vigueur.
En février, pour préparer l'attaque d'Iwo Jima, les porte-avions rapides de la TF 58, ainsi désignée depuis que le vice-amiral Mitscher en avait repris le commandement, à  la fin janvier, sous l'autorité de l'amiral Spruance commandant la Ve Flotte, sont allés bombarder Honshū (opération Jamboree). Les croiseurs USS Baltimore, Boston, et Pittsburgh qui venait de rejoindre la Flotte du Pacifique, faisaient partie du TG 58.2. La TF 58 a couvert ensuite le débarquement sur Iwo Jima. Les croiseurs, qui assuraient l'écran d'artillerie anti-aérienne des porte-avions, ont dû faire face à des attaques aériennes-suicides qui ont gravement endommagé le porte-avion d'escadre USS Saratoga, et coulé le porte-avions d'escorte USS Bismarck Sea,.

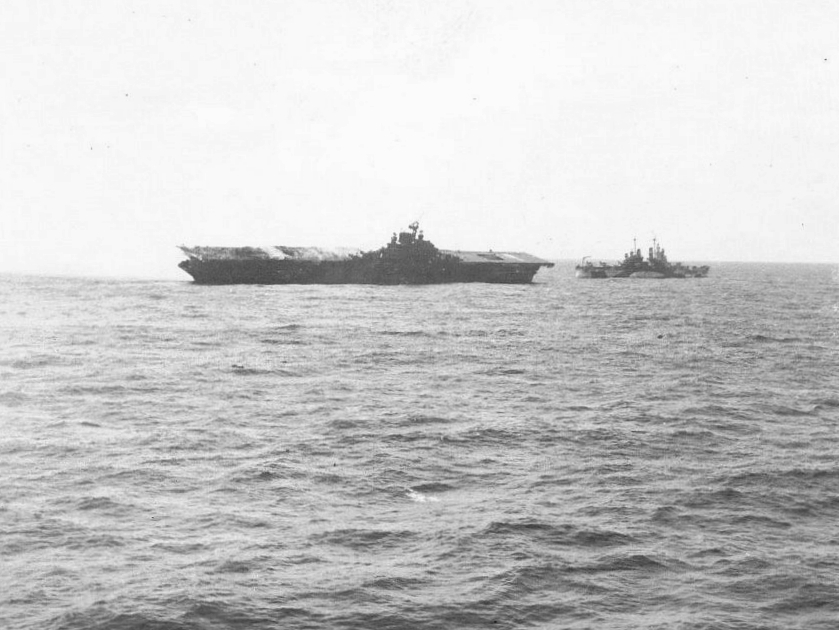
L'USS Pittsburgh remorque l'USS Franklin qui gîte fortement,le 19 mars 1945

En mars, l'USS Boston  est parti aux États-Unis, pour une révision, tandis que l' USS Quincy n'est arrivé à Ulithi qu'à la mi-avril. Pour préparer l'attaque d'Okinawa, la TF 58 est allée bombarder les aérodromes d'où pouvaient décoller les avions japonais couvrant cette île, en particulier sur Kyūshū à 550 km dans le nord-ouest, où se trouvait une importante force d'aviation navale basée à terre, la 5e Flotte Aérienne. Le 19 mars, le porte-avions d'escadre USS Franklin a subi des dégâts et des pertes (plus de 800 tués) considérables. L'USS Pittsburgh s'est à grande vitesse porté à son secours et a réussi à le prendre en remorque jusqu'à ce que les équipes de sécurité réussissent à lui permettre de faire route de nouveau par ses propres moyens, sous la protection d'une unité opérationnelle (Task Unit 58.2.9), constituée autour des grands croiseurs USS Alaska et Guam.

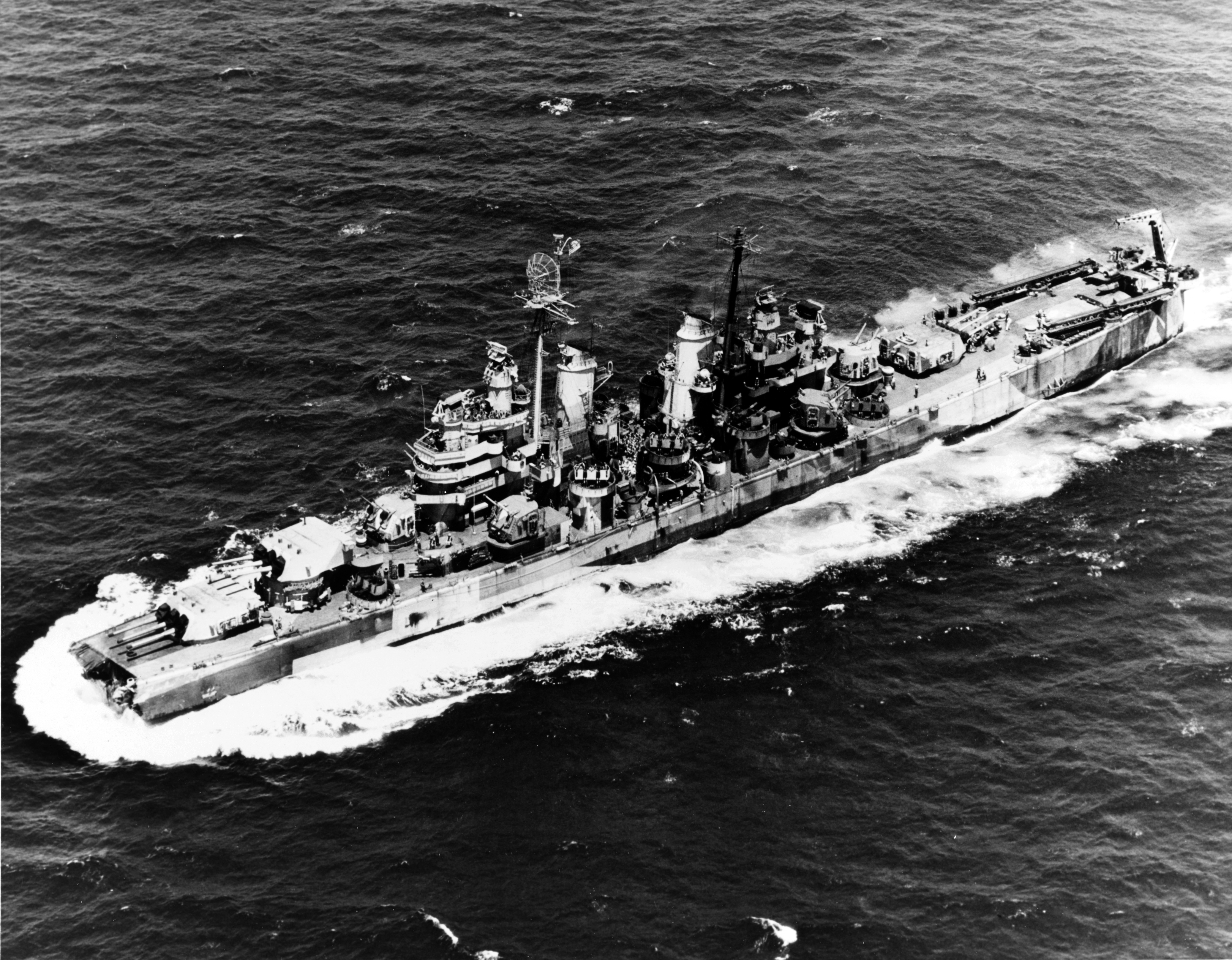
L'USS Pittsburgh en route après avoir perdu sa proue en juin 1945.

Le débarquement sur Okinawa (opération Iceberg) a lieu le 1er avril. Les croiseurs USS Baltimore, Pittsburgh, et Quincy un peu plus tard, ont été rattachés à la TF 58, comme écran anti-aérien des porte-avions pour faire face aux violentes attaques kamikaze, les croiseurs lourds des classes antérieures étant rattachés aux cuirassés anciens, dans la Force de Couverture et d'Artillerie (TF 54).
À la fin mai, l'amiral Halsey et le vice-amiral McCain ont repris le commandement, respectivement, de la IIIe Flotte et de la TF 38. Le 4 juin, dans le typhon Viper, l'USS Pittsburgh a eu sa proue arrachée dans la tempête et il a dû subir des réparations qui n'étaient pas achevées lors de la capitulation japonaise.

Vus du cuirassé USS South Dakota, les cuirassés USS Indiana et Massachusetts et les croiseurs USS Chicago et Quincy, de la TU 34.8.1, approchent de Kamaishi, le 14 juillet 1945

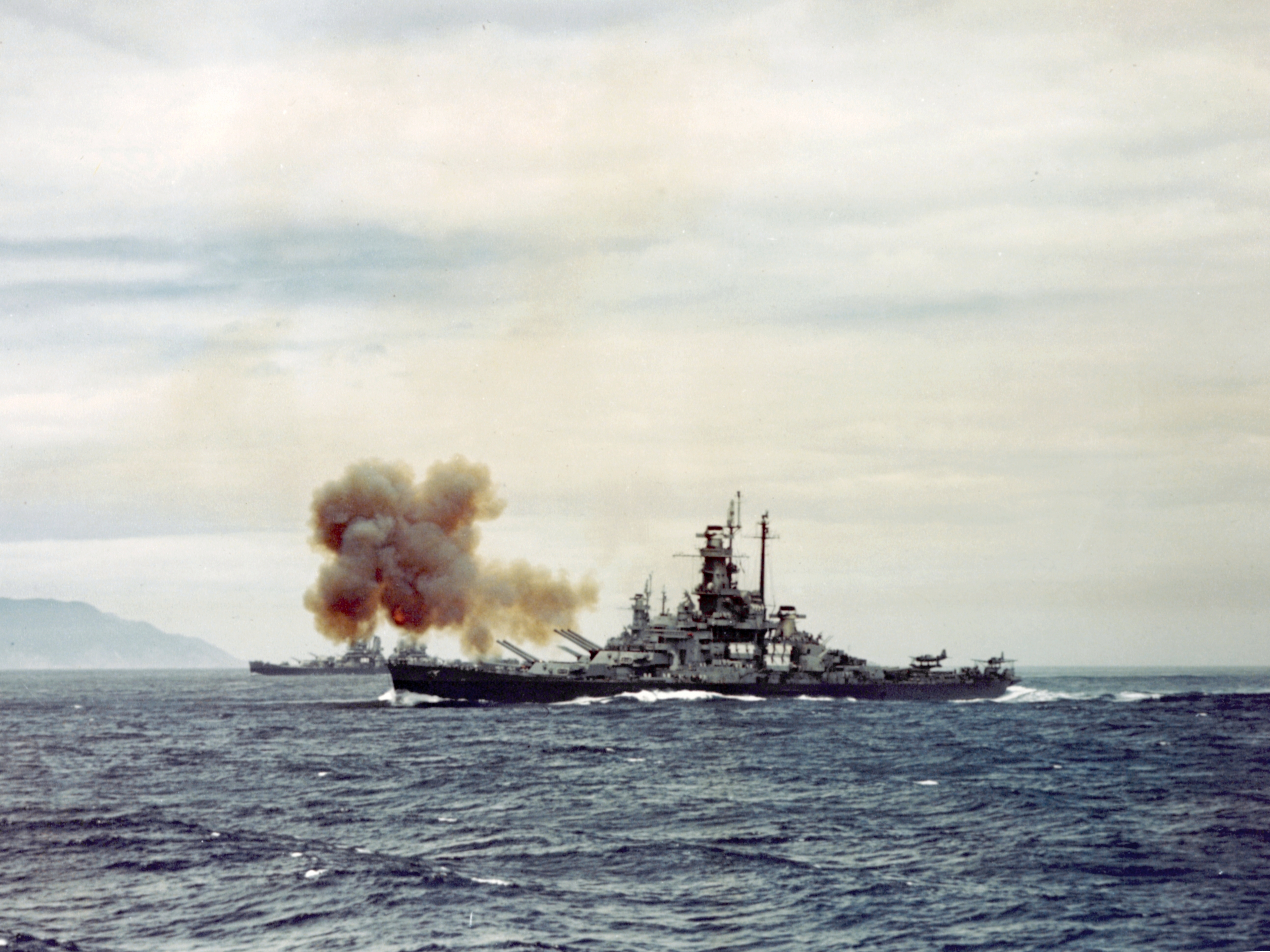
Le cuirassé USS Indiana bombardant Kamaishi le 14 juillet, à l'arrière-plan derrière l'USS Massachusetts, très probablement le croiseur USS Quincy

Revenue à la baie de San Pedro dans le golfe de Leyte, à la mi-juin, à la fin des combats à Okinawa, la TF 38 est repartie le 1er juillet pour aller bombarder le Japon. Elle a été ralliée à la mer par l'USS Saint Paul (CA-73) le 2 juillet, et par l'USS Chicago (CA-136) le 8 juillet, qui ont rejoint dans le TG 58.4 les USS Quincy et Pittsburgh. L'aviation embarquée a bombardé des terrains d'aviation dans la région de Tokyo, puis une TU 34.8.1 a été constituée autour de trois cuirassés modernes et des croiseurs USS Quincy et Chicago pour aller bombarder des installations industrielles du nord de Honshū et de Hokkaido qui se trouvaient hors de portée des bombardiers B-29 opérant à partir des îles Mariannes. L'usine sidérurgique de Kamaishi a été sérieusement endommagée, le 14 juillet, mais les dégâts appréciés à partir de photographies aériennes les ont sous-évalués. Les bombardements se sont poursuivis jusqu'à la fin juillet, le 18 sur Yokosuka, où le Nagato a été endommagé, à Kobe et à Kure, le 24 et le 28, où trois cuirassés et trois croiseurs ont été envoyés par le fond, à Hamamatsu le 29, où une usine Yamaha fabriquait pendant la guerre des hélices d'avion. Après s'être mis à l'abri d'un typhon et s'être ravitaillés à la mer, les navires de la TU 38.4.1, qu'avaient ralliés les croiseurs USS Saint Paul et Boston, sont allés, le 9 août, bombarder à nouveau l'aciérie de Kamaishi.
Le 15, l'ordre d'annuler les bombardements prévus a été donné après l'annonce de l'acceptation par l'Empereur du Japon des conditions de la capitulation. L'amiral Halsey a alors fait mettre le cap vers la baie de Tokyo, où a eu lieu le 2 septembre la cérémonie officielle de la capitulation japonaise.

### Décorations et citations
Pour leurs actions pendant la guerre, les croiseurs de la classe Baltimore ont reçu des citations à plusieurs reprises :
- les USS Boston, Baltimore, et Canberra, respectivement 10, 9, et 7 fois, pour la campagne d'Asie-Pacifique,
- l'USS Quincy, 4 fois (2 fois pour la campagne d'Europe-Afrique-Moyen Orient et 2 fois pour la campagne d'Asie-Pacifique),
- l'USS Pittsburgh, 2 fois pour la campagne d'Asie-Pacifique,
- les USS Saint Paul et Chicago, 1 fois chacun pour la campagne d'Asie-Pacifique[44].

### Après guerre
Les croiseurs Colombus (CA-74), Bremerton (CA-130), Fall River (CA-131), Macon (CA-132), Los Angeles (CA-135) ont été armés avant la fin de la guerre mais n'ont pas pris part aux hostilités. L'USS Helena (CA-75) a été armé en 1945, après la capitulation japonaise, et l'USS Toledo (CA-133) en 1946.
Les croiseurs USS Baltimore, Quincy, et Boston ont été désarmés en 1946, Canberra, Pittsburgh, Chicago, et Fall River en 1947, Bremerton  et Los Angeles en 1948, Macon en 1950 et ont été versés dans la flotte de réserve, ce qui ne laissait plus en service actif, que quatre croiseurs de la classe Baltimore, sur quatorze, auxquels étaient venus s'adjoindre six croiseurs lourds plus récents (trois de la classe Oregon City en 1946, mais l'USS Oregon City a été désarmé dès 1947, et trois de la classe Des Moines en 1948 et 1949).

#### Pendant la guerre de Corée (juin 1950-juillet 1953)

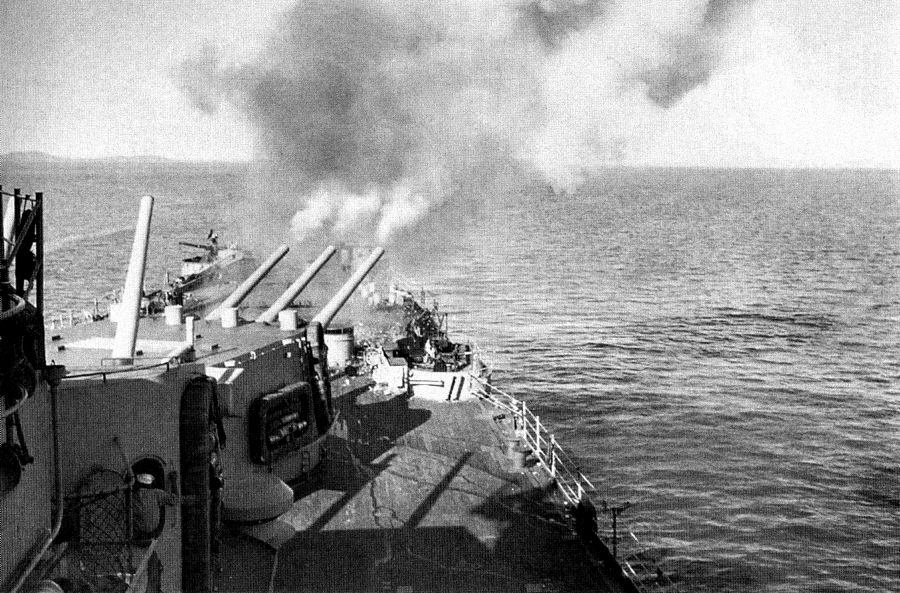
L'USS Toledo tire de sa tourelle arrière sur la côte coréenne, devant Incheon, 13-14 septembre 1950

Lorsque les Nord-Coréens ont attaqué la Corée du Sud, fin juin 1950, l'US Navy n'avait comme croiseurs lourds dans le Pacifique que les USS Rochester de la classe Oregon City, et Toledo dans le Pacifique occidental, les USS Helena, et Saint Paul, sur la côte ouest des États-Unis. Tous ont rejoint la VIIe Flotte, et dès juillet, les deux premiers effectuaient des bombardements sur la côte est de la Corée, puis, avec l'USS Helena, appuyaient en septembre le débarquement d'Incheon, avant d'être rejoints en novembre par l'USS Saint Paul.
Ont alors été réarmés, par ordre chronologique,
- en 1950, l'USS Macon  quelques mois après avoir été désarmé, qui a été envoyé dans l'Atlantique et en Méditerranée,
- en 1951, les USS Los Angeles, Pittsburgh, Baltimore (ces deux derniers croiseurs ont aussi été déployés dans l'Atlantique et en Méditerranée) et l'USS Bremerton,
- en 1952, l'USS Quincy.

Les croiseurs ont été utilisés en escorte de porte-avions pour fournir un écran d'artillerie anti-aérienne ou pour effectuer des appuis feu pendant les phases de guerre de mouvement, ou effectuer des bombardements côtiers d'infrastructures de transport, voies ferrées ou ponts, c'est-à-dire sensiblement les mêmes missions qu'à la fin de la guerre du Pacifique.
Pour leur service en Corée, les croiseurs ont reçu des citations à plusieurs reprises,
- huit fois pour l'USS Saint Paul, soit une étoile d'argent et trois étoiles de bronze sur le ruban de la Médaille du Service en Corée[49].
- six fois pour l'USS Rochester, soit une étoile d'argent et une étoile de bronze,
- cinq fois pour les USS Toledo et Los Angeles, soit une étoile d'argent
- quatre fois pour l'USS Helena, soit quatre étoiles de bronze
- deux fois pour l'USS Bremerton, soit deux étoiles de bronze
- une fois pour l'USS Quincy soit une étoile de bronze[44].

#### Modernisations, restructurations et refontes

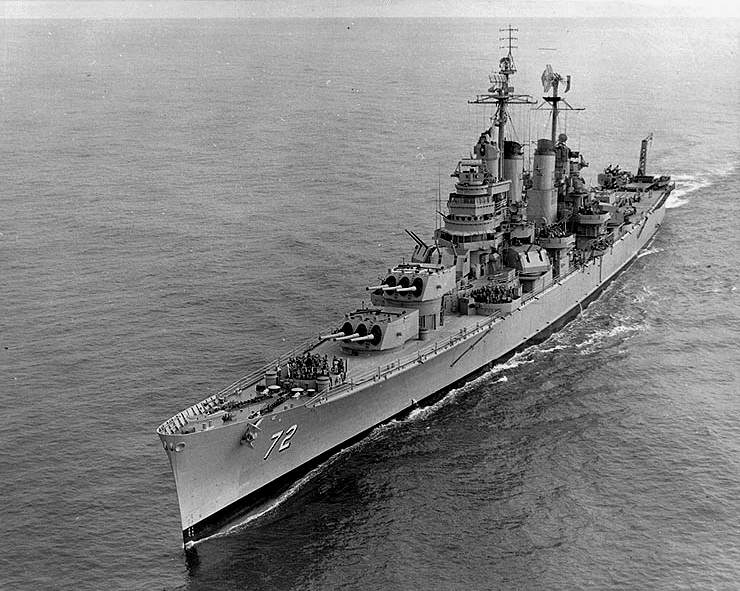
L'USS Pittsburgh, avec les radars SPS-6 au mât avant et SPS-8 au mât arrière, en 1955

Les croiseurs de la classe Baltimore ont été modernisés au fil de leur carrière. En premier lieu , les affûts simples de 20 mm Oerlikon ont été démontés sans être remplacés, en raison de leur efficacité limitée contre les kamikaze, et du fait qu'il était considéré qu'ils seraient inefficaces contre les avions d'après-guerre. Dans les années 1950, les affûts de 40 mm Bofors ont été remplacés par des affûts de 76 mm/50 calibres, mis au point pour la classe Des Moines en 1948-49, à raison de 10 puis ultérieurement 6 ou 7 affûts doubles de 76 mm à la place de 12 affûts quadruples de 40 mm. Au moment de la guerre de Corée, de nouveaux radars ont été installés, du type SPS-6 (construit par Westinghouse Electric) ou plus tard SPS-12 (de la Radio Corporation of America) combiné avec un radar SPS-8A. Pour le contrôle du tir, les nouveaux canons de 76 mm  ont été équipés de systèmes améliorés Mark 56 GFCS avec des radars Mark 35. Pour les installations d'aviation, les catapultes ont été démontées et un hélicoptère a été embarqué.

##### Classe Boston

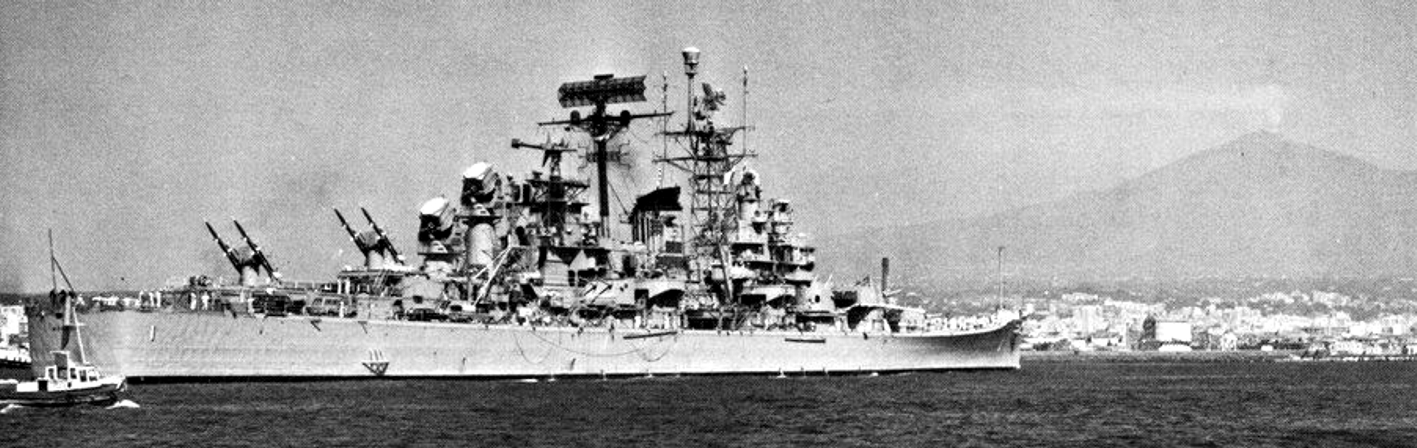
L'USS Boston (CAG-1), à Catane en Sicile, à la mi-septembre 1956

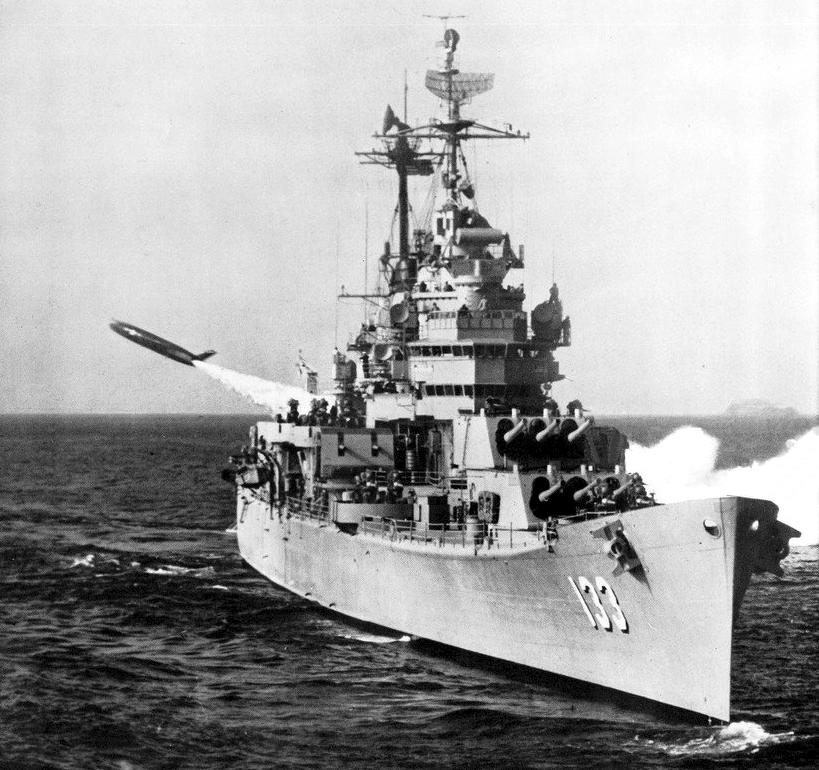
L'USS Toledo lançant un missile Regulus, vers 1956

Lorsque le programme Bumblebee (en) a abouti à la mise au point d'un missile surface-air de moyenne portée, le choix a été fait, en raison du poids des dispositifs de lancement et des volumes nécessaires au stockage des missiles, d'installer sur des croiseurs lourds, les USS Boston et Canberra, des systèmes de lancement de missiles  Terrier, guidés par faisceau hertzien grâce à un radar de poursuite antiaérien. Les deux croiseurs ont été reclassés CAG-1 et CAG-2, le 4 janvier 1952. Les travaux ont été effectués aux chantiers de la New York S. B. Corp. Les tourelles arrière de 203 mm et de 127 mm ont été enlevées, deux lanceurs doubles de missiles et les radars de guidage ont été installés à la place. Les soutes à munitions ont permis d'emmagasiner 144 missiles en position verticale. La superstructure centrale a aussi été modifiée, les deux cheminées minces ont été enlevées, et remplacées par une cheminée plus large, donnant à l'ensemble un air de ressemblance avec la classe Oregon City. Des mâts en treillis ont porté les aériens des radars de veille. L'artillerie anti-aérienne à courte portée a été constituée de 4 affûts doubles de 76 mm.
Les deux croiseurs ont été réarmés pour essais (en anglais : commissionned) l'USS Boston (CAG-1) fin 1955 et l'USS Canberra (CAG-2) début 1956.
Dans la foulée, a été réalisée une conversion similaire pour six croiseurs légers de la classe Cleveland reclassés en CLG-3 à CLG-8.
Dans le même temps, les quatre croiseurs lourds USS Helena, Los Angeles, Macon et Toledo ont reçu sur leur plage arrière un dispositif de lancement pour le missile de croisière à charge nucléaire Regulus dont ils pouvaient embarquer trois exemplaires. Comme système d'armes pour la dissuasion nucléaire, la combinaison du missile balistique Polaris et du sous-marin nucléaire a été préférée, mais les croiseurs ont effectué des tirs de Regulus, jusqu'au début des années 1960. Aucun de ces croiseurs n'a fait l'objet d'un reclassement.
Après la guerre de Corée, l'USS Quincy avait été désarmé en 1954, les USS Baltimore et Pittsburgh l'ont été en 1956.

##### Classe Albany
À la fin de 1956, les États-Unis ont décidé de construire un croiseur d'un type nouveau, qui deviendra l'USS Long Beach, à propulsion nucléaire, mais aussi intégralement lance-missiles guidés. Sa construction a commencé à la toute fin de 1957 et il a été en avril 1958 finalement classé CGN-9, c'est-à-dire sans référence au calibre de son artillerie principale (jusqu'à 155 mm → CL, au-delà → CA), dans la mesure où il n'en portait plus. Mais, pour des raisons d'économies, l'US Navy, disposant de nombreux grands bâtiments en réserve cherchait à construire des croiseurs avec des systèmes d'armes semblables, mais à partir de coques existantes, après avoir renoncé à des refontes coûteuses comme celles de cuirassés de la classe Iowa. Les USS Oregon City, Chicago et Fall River ont été initialement choisis, mais, pour le premier et le dernier, l'état de conservation de ces navires désarmés en 1947 a conduit à retenir finalement, à la place, l'USS Albany et l'USS Columbus. Les trois croiseurs ont été reclassés CG-10 et CG-11, le 1er novembre 1958 et CG-12 le 30 septembre 1959.

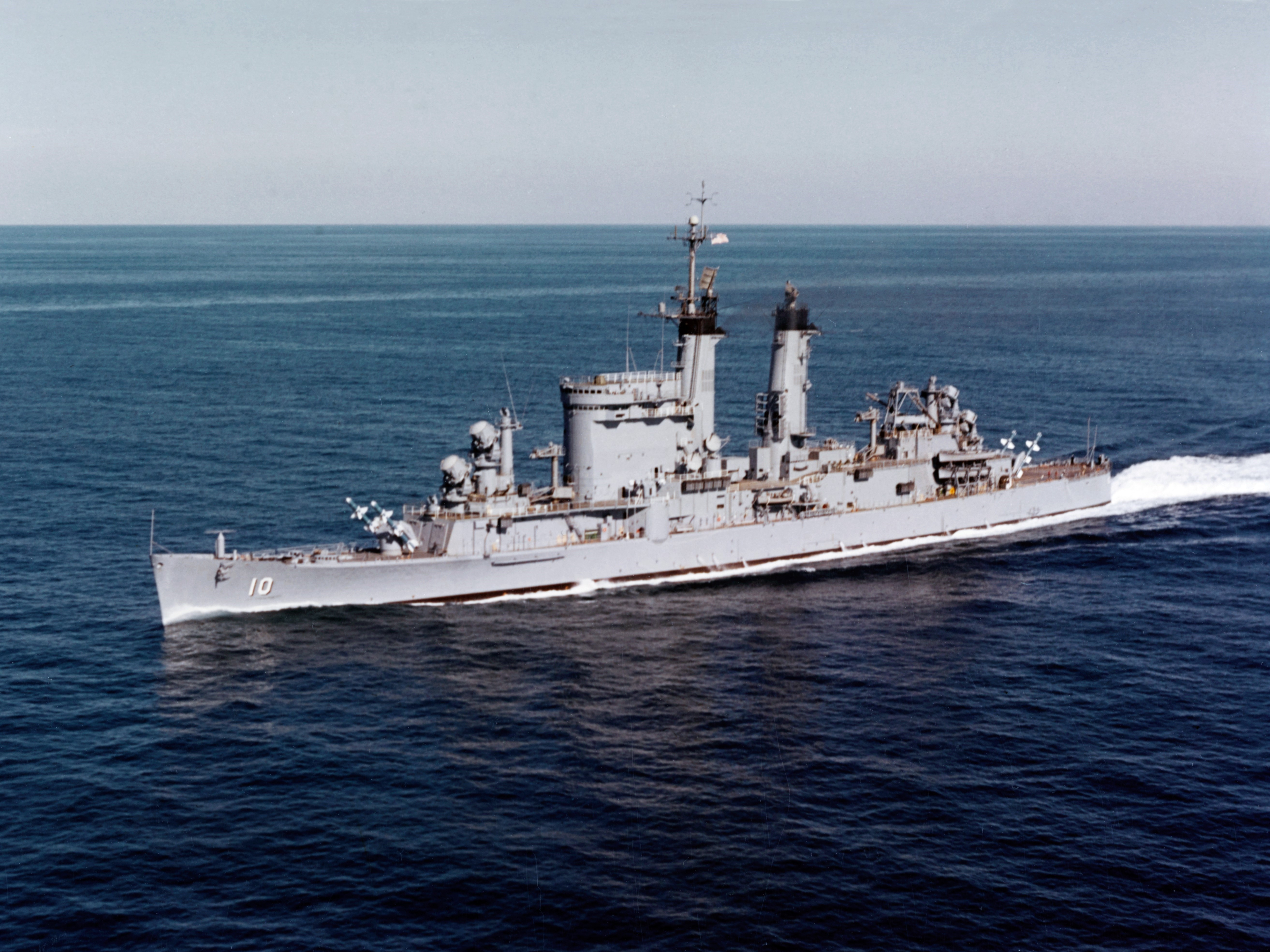
L'USS Albany pendant ses essais à la mer en octobre 1962. Les radars SPS-30 avant et arrière ne sont pas encore installés.

Les travaux ont eu lieu, pour l'USS Albany, de janvier 1959 à novembre 1962, à l'arsenal de Boston, pour l'USS Chicago, de juillet 1959 à septembre 1964, à l'arsenal de San Francisco, pour l'USS Columbus, de juin 1959 à mars 1963, à l'arsenal du Puget Sound. Il s'est agi en fait d'une reconstruction, la superstructure ayant été arasée, et la silhouette s'en est trouvée complètement nouvelle.
L'armement a consisté en deux lanceurs Mk 12 jumelés pour 104 missiles Talos à longue portée, un à l'avant et un à l'arrière, et leur système de contrôle de tir Mk 77 à quatre radars de contrôle de tir AN/SPG 49, deux lanceurs jumelés Mk 11 pour 84 missiles Tartar à courte portée, un de chaque bord, et le système de contrôle de tir de missiles Mk 74 avec quatre radars AN/SPG-51. Pour la lutte anti-sous marine, un lanceur octuple Mk 112 Asroc a été installé entre les deux cheminées, ainsi que deux plates-formes triples Mk 32 lance-torpilles Mk 46 ASW.
La superstructure centrale comportait un bloc passerelle de grande hauteur (ce qui a valu à ces croiseurs d'être surnommées "les grandes dames") et deux tours combinant mât et cheminée (en anglais : macks), portant des antennes de radars. Ultérieurement, pour la défense rapprochée anti navires, 2 affûts simples non protégés de 127 mm/38 calibres ont été ajoutés),.
L'USS Albany (CG-10) a été réarmé le 3 novembre 1962, l'USS Columbus (CG-12) le 1er décembre 1962, et l'USS Chicago (CG-11), le 2 mai 1964.
Dans les années 1960-70, l'USS Chicago a servi longtemps comme navire amiral de la IIIe Flotte dans le Pacifique, et l'USS Albany également pour la IIe Flotte dans l'Atlantique occidental et la VIe Flotte en Méditerranée.
En revanche, l'USS Toledo et l'USS Bremerton, après que, pour ce dernier, le principe de sa transformation en croiseur lance-missiles guidés (CG-14) a été abandonnée, ont été désarmés en 1960, l'USS Macon en 1961, les USS Helena et Los Angeles en 1963.

#### Guerre du Vietnam et fin de service
Les équipements un temps les plus sophistiqués peuvent parfois devenir très vite obsolescents. Ce fut le cas pour les premiers missiles surface-air et leurs systèmes de conduites de tir qu'il a fallu mettre à niveau, parfois de façon approfondie, ce qui a conduit par exemple à désarmer l'USS Albany de mars 1967 à novembre 1968.

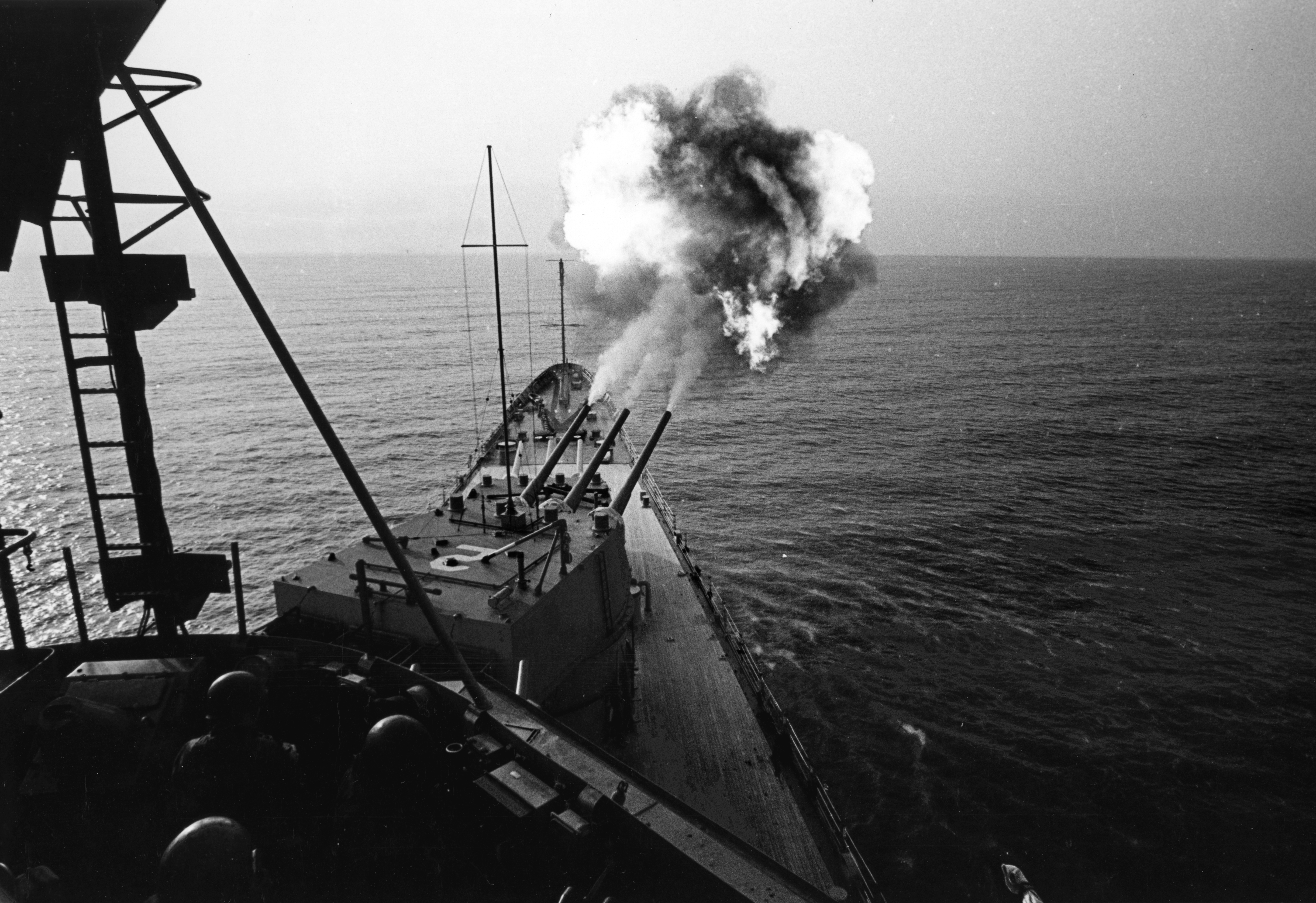
L'USS Canberra fait feu sur des cibles nord-vietnamiennes lors de l'opération Sea Dragon en 1967

Pour autant, alors que leur système d'armes Terrier était dépassé à la fin des années 1960, les USS Boston et Canberra qui ont été engagés au cours de la guerre du Viêt-Nam, ont montré leur efficacité grâce aux deux tourelles qui leur restaient d'artillerie classique, dans des actions contre la terre, en particulier lors de la bataille de Huế pendant l'offensive du Tết (début 1968). Ces deux croiseurs ont reçu respectivement cinq et quatre citations pour service au Viêt-Nam.

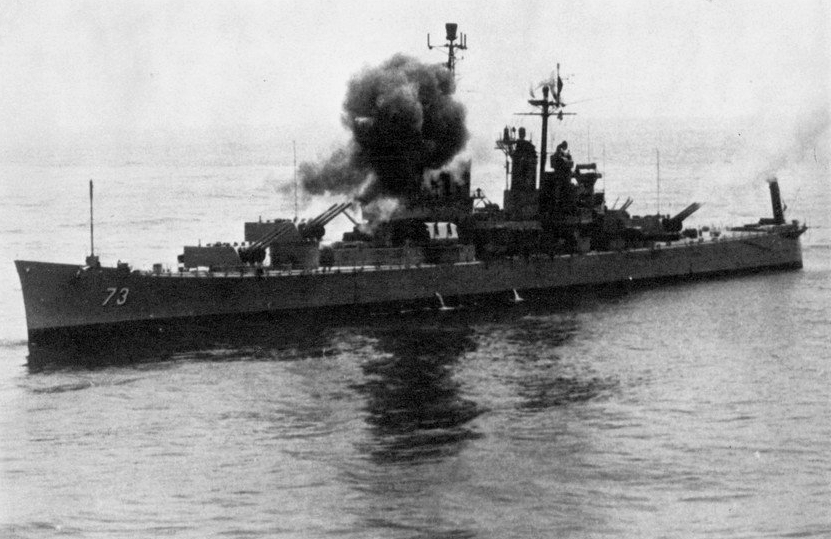
L'USS Saint Paul bombardant le Vietnam en 1969

L'USS Saint Paul, qui portait toujours neuf canons de 203 mm comme à son admission en service actif en 1945, a effectué en 1970, des tirs contre des positions Vietcong à une distance de 56 km en utilisant des munitions de bombardement à longue portée,. Il a reçu neuf citations pour service au Viêt-Nam.
Mais l'USS Chicago les a surpassés, avec onze citations. Il a abattu avec ses Talos quelque 21 MiG nord-vietnamiens. En couvrant les opérations de minage du port de Haïphong en 1972, il en a touché certains à 75 km de distance. On notera que le missile Talos est le seul élément du système d'armes “3T” (Talos-Terrier-Tartar) à avoir été utilisé en opérations.
Mais dans les années 1960, dans la période de rivalité militaire sovieto-américaine et de course aux armements durant la guerre froide,,, l'US Navy s'est intéressée à des bâtiments de 8 000  à   10 000 t,,, à la propulsion nucléaire,, à des radars à plans fixes, tous éléments qui ont fini par rendre obsolètes des croiseurs lourds de plus de vingt ans d'âge, fussent-ils modernisés.
L'amélioration de la conduite de tir des USS Albany et Chicago a été effectuée mais une nouvelle refonte des USS Boston et Canberra et la mise à niveau de l'armement de l'USS Columbus n'ont pas été retenues. Reclassifiés CA-69 et CA-70 en mai 1968, les USS Boston et Canberra ont été désarmés en 1970, comme l'USS Saint Paul.

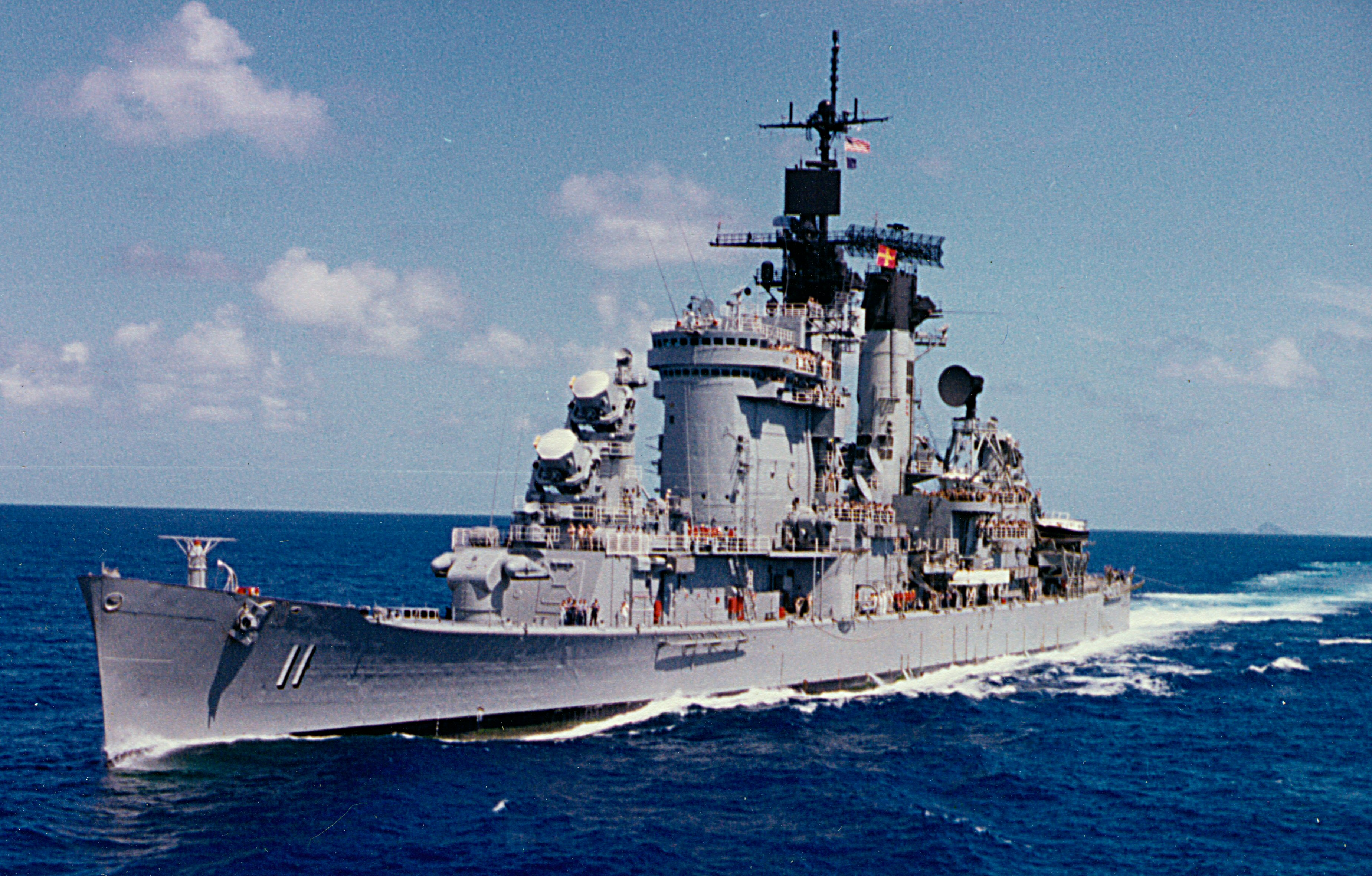
L' USS Chicago en mer de Corail, lors de sa dernière croisière, en octobre 1979

L'USS Columbus qui n'avait bénéficié que d'une révision de son appareil moteur, à la fin des années 1960, a été désarmé en janvier 1975. Le Boston a été démantelé la même année, le sénateur Kennedy n'ayant pas réussi à obtenir sa conservation comme mémorial.
Fin mai 1975, les croiseurs légers lance-missiles guidés (classés CLG), sauf un qui avait été démantelé et un en instance de l'être, ont été reclassés croiseurs lance-missiles guidés (CG, sans autre précision) comme l'ont été, peu après, vingt-six “destroyers leaders” (en français : conducteurs de flottille) lance-missiles guidés (précédemment classés DLG) dont huit à propulsion nucléaire.
En 1976, les systèmes d'armes Talos des bâtiments de la Flotte ont été désarmés ne laissant que les systèmes Tartar opérationnels. Une refonte complète des USS Albany et USS Chicago a été envisagée, prévoyant, pour l'armement, le remplacement des Tartar par le système d'armes SM-1 (MR), l'installation de deux Phalanx pour la défense anti-aérienne immédiate, et de deux lanceurs quadruples de missiles anti navires Harpoons. Mais les fonds prévus ont reçu en 1979 une autre destination et les deux croiseurs ont été désarmés en 1980, postérieurement à la classe Des Moines. Ils ont été démantelés en 1990-91,.
Il n'existe plus aucun représentant de la classe.
Avec le recul du temps, on peut se demander s'il était bien nécessaire de construire quatorze croiseurs de ce type, dès lors qu'en novembre 1944, dix coques avaient été lancées, et qu'il ne restait que trois croiseurs lourds japonais opérationnels. C'est sans doute l'importance du nombre de croiseurs lourds en réserve qui a conduit après la guerre à installer le système d'armes Talos sur ces bâtiments, alors qu'il posait des problèmes de stabilité sur les croiseurs légers de la classe Galveston. Mais la solution est venue de la mise au point de systèmes d'armes surface-air, moins lourds mais à aussi longue portée, tel que le SM-1 (MR), qu'il a été possible d'installer sur des navires de plus faible déplacement avec des équipages à  effectif bien plus réduit. La classe Baltimore marque ainsi la fin des grands croiseurs, au moins dans les marines occidentales, puisqu'il faut noter l'exception de la classe Kirov.